# Daaaaaalí!
Daaaaaalí! è un film del 2023 scritto, diretto, montato e fotografato da Quentin Dupieux. 

## Trama
Una giornalista impegnata in un documentario poco soddisfacente continua ad incontrare in varie forme il celebre surrealista Salvador Dalí.

## Produzione
Il film ha avuto un budget di 6,7 milioni di euro.
Le riprese sono incominciate l'8 novembre 2022, tenendosi in Francia, a Saint-Cloud e nel Midi, e in Spagna, dove la troupe ha ricostruito la casa di Dalí sulla Costa Brava: sono stati girati nel deserto spagnolo due tableaux vivants, ispirati ai dipinti di Dalí Fontana necrofila che sgorga da un pianoforte a coda e L'arpa invisibile. Le riprese si sono concluse dopo sei settimane il 23 dicembre 2022.
Originariamente, Dupieux avrebbe voluto anche Alain Chabat e Pierre Niney nel ruolo di Dalí.

## Colonna sonora
Thomas Bangalter, l'ex Daft Punk, ha composto la colonna sonora del film. Amico di Dupieux, aveva già fatto un cameo nel suo film Réalité (2014), dove recitava inoltre sua moglie Élodie Bouchez. Volendo dare "un carattere particolare" alla colonna sonora, Bangalter ha usato come unico strumento una cetra antica. L'Ed Banger Records ha pubblicato l'album contenente la colonna sonora il 9 febbraio 2024.

### Tracce
Musiche di Thomas Bangalter; edizioni musicali Ed Banger Records.
1. Daaaaaalí! – 4:01
2. Âge Réel – 6:23

Durata totale: 10:24

## Distribuzione
Il film è stato presentato in anteprima il 7 settembre 2023 fuori concorso all'80ª Mostra internazionale d'arte cinematografica di Venezia, venendo distribuito nelle sale cinematografiche francesi dal 7 febbraio 2024 dopo un'anteprima nazionale a Strasburgo il 17 gennaio.

## Accoglienza

### Incassi
Il film ha incassato 3,7 milioni di dollari.